# Brachymeria rufiventris
Brachymeria rufiventris är en stekelart som först beskrevs av Jean-Jacques Kieffer 1905.  Brachymeria rufiventris ingår i släktet Brachymeria och familjen bredlårsteklar. Inga underarter finns listade.